# Liste der Naturdenkmale in Friedrichsdorf
Die Liste der Naturdenkmale in Friedrichsdorf nennt die im Gebiet der Stadt Friedrichsdorf im Hochtaunuskreis in Hessen gelegenen Naturdenkmale.
| Bild                          | Bezeichnung      | Ortsteil, Lage                                                              | Beschreibung | Art | Nr. |
| ----------------------------- | ---------------- | --------------------------------------------------------------------------- | --- | --- | --- |
| Fotos hochladen               | Batze-Bäumchen   | Friedrichsdorf 50° 16′ 10,6″ N, 8° 35′ 58,2″ O                              | Der Batzenbaum ist eine sehr alte Eiche deren Name sich möglicherweise daraus ableitet, dass die heimkehrenden Marktfrauen hier ihr eingenommenes Geld zählten oder dort ein Handelsplatz mit der Möglichkeit zum Geldwechsel lag. |     | 46  |
| mehr Fotos \| Fotos hochladen | Fahrborn-Eiche   | Seulberg, Oberer Rotlaufweg, Friedrichsdorf 50° 15′ 50,8″ N, 8° 34′ 44,2″ O | Etwa 500 Jahre alter Baum mit bizarrer Kronenausbildung an der Gemarkungsgrenze von Bad Homburg, Dillingen und Seulberg. Namensgebend war die nahegelegene Fahrborn-Quelle.                                                        |     | 49  |
| Fotos hochladen               | Linde am Denkmal | Seulberg 50° 14′ 29,1″ N, 8° 38′ 21,9″ O                                    | Eiche und zwei Winterlinden am Landgrafendenkmal. Nahe beieinander zur Einweihung des Denkmals 1851 gepflanzt. |     | 80  |

## Ehemalige Naturdenkmale
| Bild | Bezeichnung         | Ortsteil, Lage                          | Beschreibung | Art | Nr. |
| ---- | ------------------- | --------------------------------------- | --- | --- | --- |
| BW   | Eiche               | Köppern 50° 16′ 44,7″ N, 8° 37′ 54,7″ O | Alter Baum mit beträchtlichem Stammumfang und ausladender, bizarrer Krone. Im Jahr 2015 als abgängig aus dem Naturdenkmalverzeichnis gelöscht.                                                            |     | 45  |
| BW   | Eiche am Rotlaufweg | 50° 15′ 58,6″ N, 8° 36′ 18,1″ O         | Etwa 500 Jahre alter Baum mit starker, fächerförmiger Kronenausbildung. In dieser Ausprägung nur selten im Waldverband anzutreffen. Seit 1999 abgestorben, 2015 aus dem Naturdenkmalverzeichnis gelöscht. |     | 51  |

## Belege
1. ↑  
Naturdenkmale. www.hochtaunuskreis.de, archiviert vom Original am 20. Februar 2016; abgerufen am 27. April 2016.
2. ↑  
46 (h24) Batze Bäumchen. Archiviert vom Original am 1. März 2016; abgerufen am 27. April 2016.
3. ↑  
49 (001) Fahrborneiche. Archiviert vom Original am 1. März 2016; abgerufen am 27. April 2016.
4. ↑  
80 (003) Linde am Denkmal. Archiviert vom Original am 1. März 2016; abgerufen am 27. April 2016.
5. ↑  
45 (004) Eiche. Archiviert vom Original am 1. März 2016; abgerufen am 27. April 2016.
6. 1 2  
Zweite Verordnung zum Schutz von Naturdenkmalen im Hochtaunuskreis Vom 19. Oktober 2015. (pdf; 4,29 MB) Der Kreisausschuss des Hochtaunuskreises -Untere Naturschutzbehörde-, 23. März 2016, abgerufen am 27. April 2016.
7. ↑  
51 (002) Eiche Rotlaufweg. Archiviert vom Original am 1. März 2016; abgerufen am 27. April 2016.

- Karte mit allen Koordinaten:
- OSM |
- WikiMap